# Minahasa (halvö i Indonesien)
Minahasa är en halvö i Indonesien. Den ligger i den nordöstra delen av landet, 2 100 km öster om huvudstaden Jakarta.